# Crozets

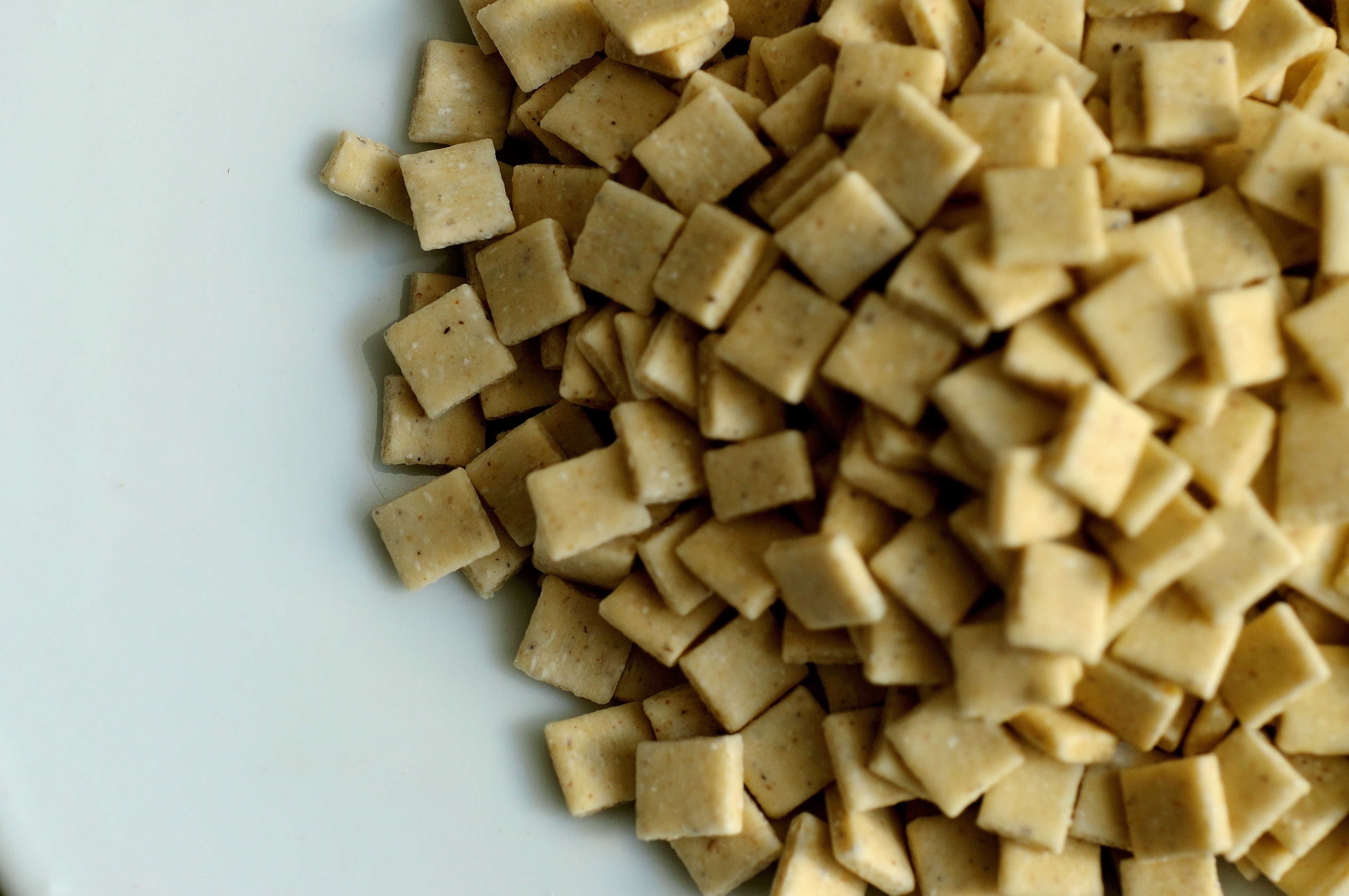
Rohe Crozets aus Savoyen

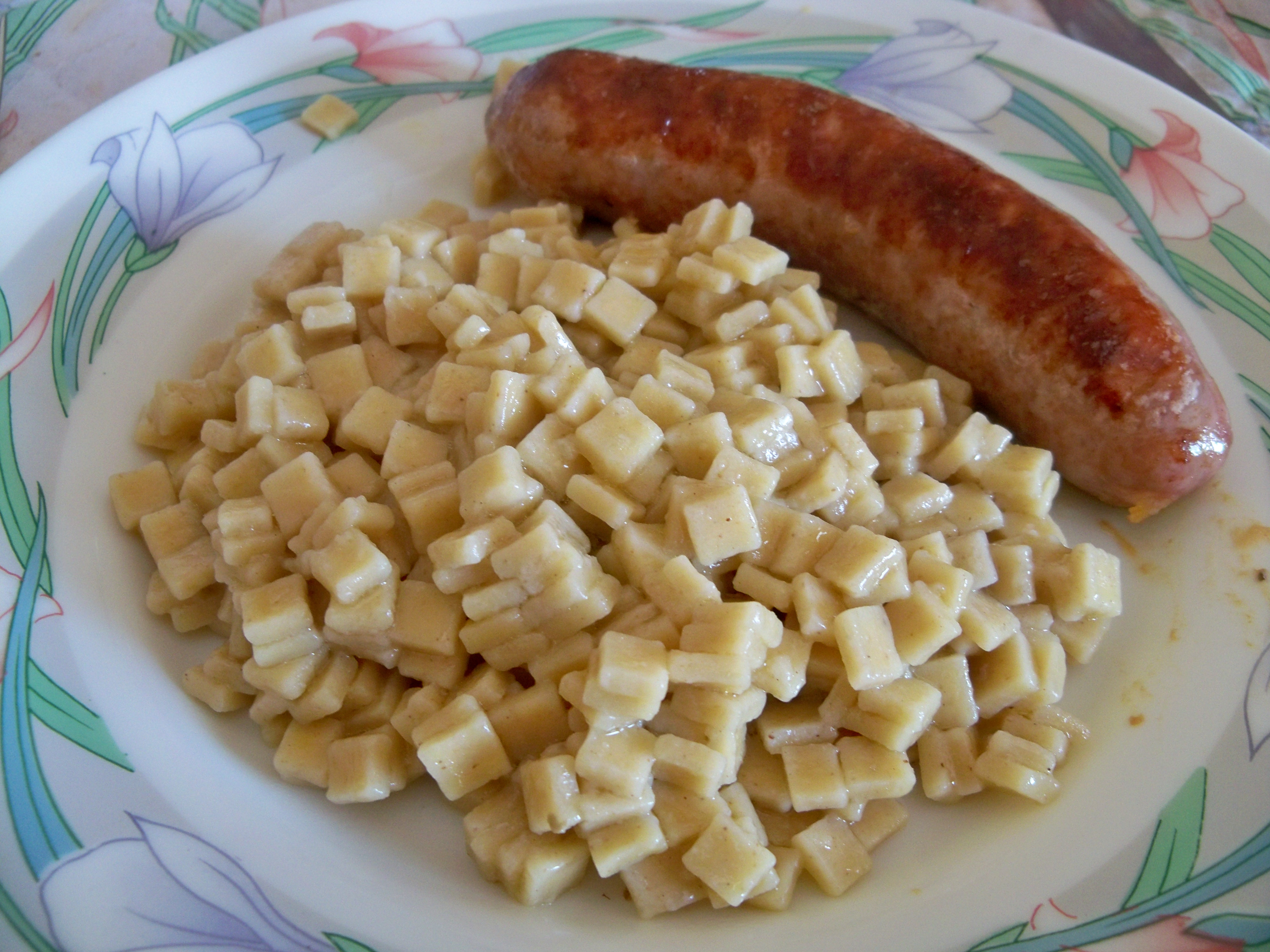
Zubereitete Crozets (mit Bratwurst)

Crozets sind eine französische Sorte von Teigwaren aus Eiern, Buchweizen und Weizenmehl und etwas Salz. Auffällig und anders als bei vielen anderen Nudelsorten ist, dass sie in Form kleiner Plättchen von etwa 5 mal 5 Millimeter genutzt werden, so dass sie stark getrocknet werden müssen. Die Kochzeit beträgt etwa zehn Minuten.
Crozets stammen ursprünglich aus dem in den Alpen gelegenen Savoyen, werden inzwischen aber in ganz Frankreich und der französischsprachigen Schweiz vertrieben. In Deutschland und Österreich werden sie bisher nicht flächendeckend verkauft. Crozets können wie andere Nudeln gekocht oder in Form eines Auflaufs serviert werden. Typisch ist es, Crozets mit einem kräftigen Käse wie Reblochon, Greyerzer oder Beaufort sowie Speck und Zwiebeln anzurichten.

## Herkunft
Der Name Crozet stammt ursprünglich möglicherweise von croseti ab, das eine Form italienischer Pasta bezeichnet.
Wie in einem Rezept (Nummer III-11) des "Liber de Coquina", eines der ältesten mittelalterlichen Kochbücher, wurden croseti aus dem gleichen Teig wie die ursprüngliche Lasagne hergestellt.